# 卡尔·施特雷克尔

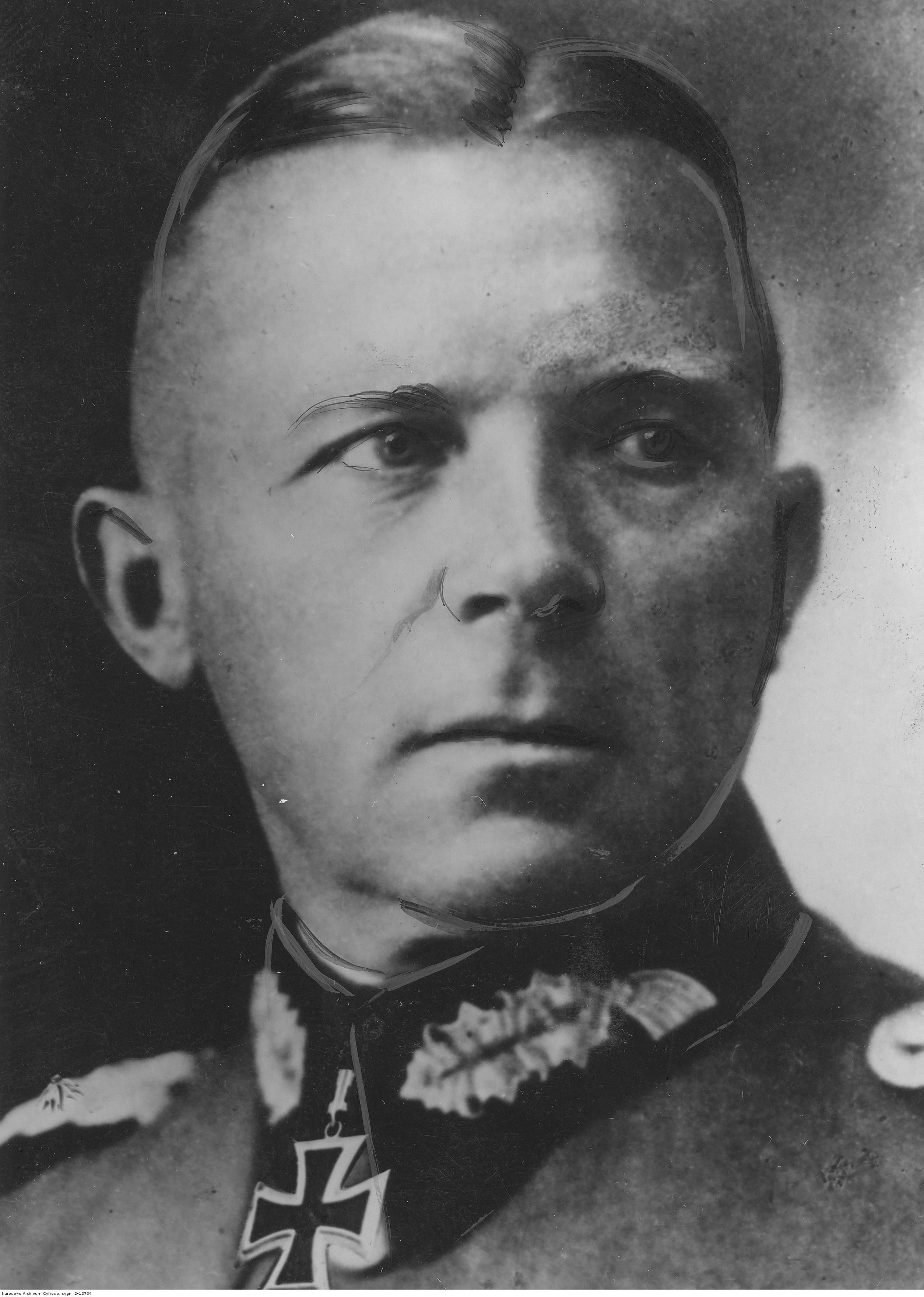
卡尔·施特雷克尔

卡尔·施特雷克尔（Karl Strecker ，1884年9月20日 - 1973年4月10日）是第二次世界大战期间的德国将军，曾指挥第79步兵師、第17軍以及第11軍。卡尔·施特雷克尔在斯大林格勒战役中戰敗投降，也是最后一位在斯大林格勒战役中投降的德国将领。他在苏联被關押了十二年，直到1955年才获释。回到西德后，他写了一本回忆录。並且開始反思自己曾經的主張，并对自己未能反对希特勒政权表示遗憾和羞愧。 